# One Magnificent Mile
Il One Magnificent Mile (o One Mag Mile) è un grattacielo situato a Chicago, in Illinois.

## Descrizione
L'edificio a uso misto, è stato completato nel 1983 e si trova all'estremità settentrionale di Michigan Avenue sul tratto chiamato Magnificent Mile. All'interno della struttura, nei piani inferiori vi sono dei rivenditori, seguito più in alto da uffici e nei piani superiori da appartamenti condominiali. L'edificio di 57 piani è stato progettato da Skidmore, Owings & Merrill e al momento della costruzione era il decimo edificio più alto di Chicago.